# Äspinge
Äspinge är en småort i Hörby kommun och kyrkby i Äspinge socken. 
I byn ligger Äspinge kyrka. Betesmarkerna nordöst om Äspinge ingår i Länsstyrelsens naturvårdsprogram.

## Historia
År 1886 öppnades Äspinge station på järnvägen mellan Hörby och Kristianstad. Järnvägstrafiken upphörde på 1960-talet. Vid järnvägsstationen byggdes år 1895 Äspinge bränneri. Bränneriet lades ner år 1970. Den gamla bränneribyggnaden finns dock fortfarande kvar, men ganska förfallen. Fram till början av 70-talet fanns fortfarande traditionell lanthandel i byn. Byns skola lades ner i början på 70-talet.